# Гистограмма
Гистогра́мма (от др.-греч. ἱστός— столб + γράμμα — черта, буква, написание) — способ представления табличных данных в графическом виде — в виде столбчатой диаграммы.
Количественные соотношения некоторого показателя представлены в виде прямоугольников, площади которых пропорциональны.
Чаще всего для удобства восприятия ширину прямоугольников берут одинаковую, при этом их высота определяет соотношения отображаемого параметра.

## В статистике
В описательной статистике гистограмма распределения — наглядное представление функции плотности вероятности некоторой случайной величины, построенное по выборке.
Иногда её называют частотным распределением, так как гистограмма показывает частоту появления измеренных значений параметров объекта.
Данное понятие и название для него введены Карлом Пирсоном в 1895 году.
Гистограмма строится следующим образом. Сначала множество значений, которое может принимать элемент выборки, разбивается на несколько интервалов (bins). Чаще всего эти интервалы берут одинаковыми, но это не является строгим требованием. Эти интервалы откладываются на горизонтальной оси, затем над каждым рисуется прямоугольник. Если все интервалы были одинаковыми, то высота каждого прямоугольника пропорциональна числу элементов выборки, попадающих в соответствующий интервал. Если интервалы разные, то высота прямоугольника выбирается таким образом, чтобы его площадь была пропорциональна числу элементов выборки, которые попали в этот интервал.

## В фотографии
В фотографии гистограммой традиционно называют графическое представление распределения яркостей фотоснимка.